# МиГ-9
МиГ-9 (по классификации НАТО: Fargo; первоначально — Type 1) — первый советский турбореактивный истребитель, поднявшийся в воздух. Разработан в ОКБ Микояна и Гуревича, совершил первый полёт 24 апреля 1946 года. В 1946—1948 годах построено 602 самолёта.

## Введение
В конце Второй мировой войны в Советском Союзе активизировались работы по созданию реактивной техники. Четыре конструкторских бюро — Микояна, Яковлева, Лавочкина и Сухого получили задание Правительства и приступили к разработке реактивных истребителей.
К 1945 в Германии, США и Англии уже были разработаны, внедрены в серийное производство и эксплуатировались первые модели реактивной техники, авиапромышленность Советского Союза не имела собственного реактивного двигателя и первые советские реактивные самолёты проектировались под трофейные немецкие авиадвигатели Юнкерс ЮМО-004 и BMW 003, которые были скопированы и выпущены ограниченной серией в СССР. 
Советским конструкторам и производителям предстояло в кратчайшие сроки сократить серьёзное отставание в данной области.
В ОКБ Микояна и Гуревича разрабатывалось два проекта реактивного истребителя — И-260 и И-300, оба с двигателем BMW 003A.
И-260 имел компоновку, копирующую немецкий серийный истребитель Me-262 — два двигателя располагались под крылом.
И-300 имел «реданную схему»: силовая установка размещалась в фюзеляже.
Впоследствии от двухдвигательного прототипа И-260 отказались в пользу второго проекта. Прототип И-300 после доработки был внедрён в серийное производство и принят на вооружение под обозначением МиГ-9.
Двухдвигательный реактивный истребитель МиГ-9 стал первым советским истребителем с турбореактивным двигателем, который поднялся в воздух. В тот же день прошли лётные испытания конкурента — реактивного истребителя Як-15.
Боевые однодвигательные реактивные самолёты-истребители ОКБ Яковлева Як-15 и Як-17, а также самолёт ОКБ Микояна и Гуревича МиГ-9 стали так называемым «переходным типом истребителя»: эти первые советские серийные реактивные истребители имели планер, сходный с поршневыми боевыми самолётами Второй мировой войны.
Самолёты Як-15, Як-17 и МиГ-9 выпускались серийно и состояли на вооружении ВВС СССР.

## История создания

### Разработка
В июне 1945 года коллектив ОКБ-155 (Микояна) приступил к разработке истребителя с двумя реактивными двигателями BMW-003 общей тягой в 1600 кгс, который получил наименование И-300 и заводской шифр «Ф». К тому времени ОКБ уже имело большой задел в области скоростной аэродинамики и аэродинамической компоновке. Благодаря ему, предварительные проработки завершились новаторским решением разместить оба двигателя бок о бок в фюзеляже. В такой компоновке, по результатам продувок в аэродинамической трубе ЦАГИ, крыло оставалось аэродинамически чистым, уменьшалось лобовое сопротивление, и улучшалась управляемость, в особенности в случае отказа одного из двигателей, надёжность которых была весьма невысокой. Ведущим инженером был назначен А. Г. Брунов, ведущим инженером по лётным испытаниям — А. Т. Карев. В конце осени был утверждён рабочий проект новой машины и началась постройка макета, а в опытном производстве изготовление агрегатов и узлов.
И-300 представлял собой цельнометаллический среднеплан с прямым двухлонжеронным крылом профиля ЦАГИ-1. Хвостовое оперение имело высокорасположенный стабилизатор, во избежание попадания в струю реактивных газов. Также в целях защиты от горячих газов низ хвостовой части фюзеляжа защищался жаропрочным экраном. Запас топлива в четырёх фюзеляжных и шести крыльевых баках составлял 1625 литров. Шасси трёхколёсное с носовой стойкой, впервые опробованное на МиГ-8.
После утверждения макета, постановлением СНК СССР № 472—191 от 26 февраля 1946 г. и приказом НКАП № 157 от 27 марта 1946 года коллективу ОКБ было официально выдано задание на разработку И-300. Самолёт предписывалось построить в трёх экземплярах, с предъявлением первого на госиспытания 15 марта 1947 года.
В соответствии с заданием машина должна была иметь максимальную скорость 900 км/ч у земли и 910 км/ч на высоте 5000 м, а время подъёма на эту высоту — 4 мин. Практический потолок был определён в 13000 м, а максимальная дальность полёта в 820 км. Вооружить «Ф» планировалось одной 57-мм пушкой Н-57 в центральной перегородке воздухозаборника и двумя 23-мм НС-23 под воздухозаборником.

### Заводские испытания
Особенно не похож был на старые, добрые винтомоторные самолёты МиГ-9… 

Работники конструкторского бюро спросили, как нам нравится их детище.

Я отшутился встречным вопросом:

— Неужели эта дырка полетит?

Представители фирмы засмеялись, но Лёша Гринчик, назначенный ведущим лётчиком-испытателем этого самолёта, спокойно перенести подобное святотатство не мог и тут же, не отходя от кассы, дал развёрнутый анализ всей глубины моей технической косности и консерватизма.
Испытания первого прототипа И-300 «Ф-1»
В декабре 1945 года на заводе № 155 был собран первый прототип «Ф-1», однако его доводка затянулась до 6 марта 1946 года. После заводских испытаний 23 марта самолёт перевезли на аэродром Раменское в ЛИИ, где началась подготовка к первому полёту.
Проведение лётных испытаний «Ф-1» было поручено лётчику-испытателю Алексею Николаевичу Гринчику. Весной 1946 года в СССР имелось 11 лётчиков-испытателей первого класса, и А. Н. Гринчик был самым молодым из них, но при этом считался самым опытным и знающим.
12 апреля 1946 г. лётчик-испытатель А. Н. Гринчик выполнил на самолёте гонку двигателей и рулёжку на площадке перед ангаром, а 15 апреля — рулёжку с подлётом. После устранения выявленных при этом дефектов 19 апреля был произведён подлёт на высоту до четырёх метров.
Утром 24 апреля 1946 г. первый экземпляр истребителя И-300 вывели на аэродром, и в 11:12 А. Н. Гринчик произвёл взлёт (в этот же день в 13:56 на истребителе Як-15 совершил первый 5-минутный полёт лётчик-испытатель М. И. Иванов). Полёт, продолжавшийся 6 минут, прошёл успешно. Также без существенных замечаний были выполнены второй (7 мая) и третий (11 мая) полёты. Все механизмы работали нормально, и замечаний у лётчика по материальной части не было.
В полёте 13 мая начались проблемы с сильной тряской самолёта во время полёта с номинальной тягой. С убранным газом тряски не наблюдалось. Впоследствии тряска стала возникать регулярно: так, в полёте 16 мая тряска наблюдалась с самого взлёта, но при уборке газа правого двигателя она прекратилась. Проблемы продолжались до 4 июня, пока полёты не приостановили для решения проблемы. Выяснилось, что тряска связана с прочностью жароупорных экранов, после чего они были усилены, и тряска прекратилась.
26 июня И-300 продемонстрировали офицерам и генералам ВВС. Этот полёт нельзя назвать удачным, так как при посадке произошла небольшая авария: при торможении левая покрышка и камера протерлись и слетели с колеса. После этого до 6 июля И-300 поставили на ремонт. Было проведено очередное усиление жаропрочного экрана, проведена профилактика двигателей, перебрано шасси и заменено левое колесо.
Катастрофа 11 июля 1946 года
11 июля 1946 года состоялись сравнительные показательные полёты самолётов И-300, Як-15, а также трофейного He-162. «Хейнкель» (пилот — Г. М. Шиянов) сделал несколько кругов и приземлился по прямой. Як-15, пилотируемый М. И. Ивановым, в конце полёта заложил несколько крутых виражей. Увидев это, А. Н. Гринчик сказал, что может закладывать такие виражи не хуже, чем Як-15, на что ведущий инженер А. Т. Карев ответил, что машина ещё не испытывалась на таких режимах полёта. А. Н. Гринчик ответил, что он прекрасно это понимает, и поэтому можно не беспокоиться.
Несмотря на предостережения, в конце полёта пилот выполнил несколько виражей. После этого лётчик перевёл самолёт на снижение и со стороны Кратова решил на высоте 100—150 м пролететь над аэродромом с большой скоростью.
При подходе к началу аэродрома самолёт вдруг вздрогнул. В этот момент от него отделились два предмета, после чего самолёт, переворачиваясь через правое крыло, перешёл в обратное пикирование и на краю аэродрома врезался в землю и взорвался. Лётчик-испытатель А. Н. Гринчик погиб. В присутствии высокопоставленных лиц, наблюдавших за полётами, в начале аэродрома около ВПП были подобраны оторвавшиеся в воздухе части крыла. Как выяснилось, при статических испытаниях крыла не были учтены его деформация вследствие резких манёвров в сочетании с высоким напором воздуха.
Всего до катастрофы «Ф-1» налетал 6 часов 23 минуты.
Испытания И-300 «Ф-2» и «Ф-3»
Одновременно с началом полётов на первой машине, был собран второй прототип «Ф-2» и отправлен в ЦАГИ для продувки в аэродинамической трубе Т-101. 11 июля «Ф-2» прибыл из ЦАГИ для доводки до лётного состояния и продолжения испытаний. По рекомендации ЦАГИ, в ОКБ-155 изготовили и испытали с учётом произошедшей катастрофы новое крыло для «Ф-2».
Также в первой половине июля сборочный цех покинул третий прототип «Ф-3» и 18-19 июля по частям был перевезён в ЛИИ. Сборку и отладку «Ф-3» завершили к 5 августа. В этот день лётчик-испытатель Марк Лазаревич Галлай произвёл на нём первую рулёжку.
9 августа лётчик поднял истребитель в воздух. Но на взлёте самолёт стал задирать нос. Триммер руля высоты, вместо того чтобы снимать усилие с ручки управления, увеличивал его. Оказалось, что техник при монтаже перепутал проводку управления триммером. Уже в конце пробега также подломилась передняя стойка шасси, в связи с этим машину отправили в ремонт.
Испытания были продолжены на И-300 «Ф-2», в ЛИИ он прибыл 8 августа, а 10 августа была завершена его сборка и отладка. Вечером 11 августа лётчик испытатель Георгий Михайлович Шиянов совершил первый полёт на этом самолёте.
18 августа на авиационном параде, посвящённом Дню Воздушного Флота, лётчик-испытатель Г. М. Шиянов впервые продемонстрировал истребитель И-300 (Ф-2) широкой публике. В соответствии с заданием полёт проходил на высоте 400 м перед трибунами и зрителями над Тушинским аэродромом. Полёт прошёл нормально.
В дальнейшем испытания продолжались на «Ф-3», а вторую машину использовали для подготовки лётчиков-испытателей ГК НИИ ВВС (А. Г. Прошаков, А. М. Хрипков, А. Г. Кубышкин, Ю. А. Антипов, и Г. А. Седов) и проведения технических семинаров для генералов и командиров частей ВВС.
В начале октября, после отладки пушечного вооружения «Ф-3», начались огневые испытания. 10 и 17 октября М. Л. Галлаем были совершены вылеты на полигон в Ногинске и стрельбы. Огневые испытания прошли успешно, но Микоян после них всё же решил, что более уместной на И-300 будет не 57-мм, а 37-мм пушка Н-37.
После окончания заводских испытаний второй и третий экземпляры И-300 были переданы в ГК НИИ ВВС на государственные испытания.
Результаты заводских испытаний
В целом на заводских лётных испытаниях были получены неплохие результаты. Уже первые полёты продемонстрировали, что новая машина ОКБ-155 значительно превосходит по лётным характеристикам серийные поршневые истребители. В ходе испытаний была достигнута максимальная скорость 920 км/ч на высоте 5000 м, которую самолёт набирал за 4,5 мин. Дальность и продолжительность полёта на высоте 5000 м, на приборной скорости 563 км/ч, составили соответственно 633 км и 1 час 02 мин. При полёте на этой же высоте с одним работающим двигателем на приборной скорости 360 км/ч дальность и продолжительность полёта составили соответственно 726 км и 1 час 40 мин. Причём при полёте на одном двигателе самолёт шёл ровно и не имел тенденции к развороту.

### Государственные испытания
В соответствии с Постановлением Совета Министров от 5 июня 1946 г, истребитель И-300, получивший в дальнейшем наименование МиГ-9, должен был быть предъявлен на государственные испытания 1 сентября 1946 г. Однако участие опытных экземпляров истребителя в подготовке лётчиков ГК НИИ ВВС и 50 УТАП к ноябрьскому воздушному параду отодвинуло этот срок на конец года.
Третий опытный экземпляр истребителя МиГ-9 (Ф-3) 24 ноября привезли в ГК НИИ ВВС и 7 декабря 1946 г. он был официально предъявлен на госиспытания. На втором экземпляре после завершения тренировки лётчиков к ноябрьскому воздушному параду (так и не состоявшемуся), устранения выявленных при этом дефектов и замены выработавших свой ресурс двигателей РД-20 во второй половине ноября и первой половине декабря были проведены дополнительные заводские испытания. По их завершении машину 13 декабря перегнали в ГК НИИ ВВС и 17 декабря предъявили на госиспытания.
Ответственными за проведение государственных испытаний истребителя МиГ-9 были назначены ведущий инженер А. С. Розанов, ведущие лётчики-испытатели П. М. Стефановский, А. Г. Кочетков, Ю. А. Антипов, Д. Г. Пикуленко и Л. М. Кувшинов. В качестве лётчиков облёта в испытаниях принимали участие А. Г. Прошаков, В. П. Хомяков, В. Г. Иванов и А. Г. Терентьев. Однако ввиду того, что ни один из двух опытных экземпляров не был подготовлен полностью, испытания проводили по частям на четырёх самолётах, включая два серийных, с модернизацией и доводкой их в процессе испытаний.
Проведённые испытания
- На опытном самолёте МиГ-9 № 03 (Ф-3) были определены ограничения по скорости и основные лётные данные, кроме дальности и продолжительности полёта.
- На опытном самолёте МиГ-9 № 02 (Ф-2):
  - определены устойчивость и управляемость, а также взлётно-посадочные свойства с американскими колёсами[прояснить].
  - оценивались изменения, проведённые ОКБ-155 в процессе модернизации.
  - испытывалось вооружение после его установки.
- На серийном самолёте МиГ-9 № 106002 определена дальность и продолжительность полёта, взлётно-посадочные свойства с отечественными колёсами и проверялась работа радиооборудования.
- На серийном самолёте МиГ-9 № 106001 оценивались манёвренные и пилотажные свойства, а также проверялась общая прочность в полёте.

Также отрабатывались следующие вопросы: достижение предельно допустимого числа М (М=0,8) и предельно допустимого скоростного напора (3600 кг/м²); выполнение всех основных фигур высшего пилотажа; определение режимов наивыгоднейшей скороподъёмности; проверка работы силовой установки при отрицательных перегрузках.
Техника выполнения фигур высшего пилотажа в целом была такая же, что и у поршневых самолётов, однако приёмистость оказалась хуже.
Были проведены три полёта на воздушный бой с истребителем Як-15, на высотах 5000 и 7000-8000 м. При этом на виражах Як-15 заходил в хвост МиГ-9 в конце первого виража.
В бою на восходящих манёврах МиГ-9 также уступал Як-15, выполнявшему вертикальные фигуры быстрее. Однако при уходе от Як-15 или во время его догона в горизонтальном полёте и на длительном пикировании МиГ-9 имел преимущества ввиду больших максимальных скоростей.
Результаты госиспытаний
|                        | время, с | радиус, м  |
| вираж на высоте 1000 м | 30,5     | 655...685  |
| вираж на высоте 5000 м | 39       | 970...1040 |

| Максимальная скорость у земли                              | 864 км/ч       |
| Максимальная скорость на высоте 5000 м                     | 910 км/ч       |
| набор высоты 5000 м                                        | 4,3 мин        |
| Наибольшая скорость                                        | 911 км/ч       |
| высота наибольшей скорости                                 | 4500 м         |
| Практический потолок                                       | 13500 м        |
| Дальность полёта на высоте 5000 м                          | 705 км         |
| продолжительность полёта на высоте 5000 м                  | 1 час 35 мин   |
| Дальность полёта на высоте 10000 м                         | 800 км         |
| продолжительность полёта на высоте 10000 м                 | 1 час 25 мин   |
| увеличение дальности при полёте на одном двигателе         | 16,5...27,9%   |
| увеличение продолжительности при полёте на одном двигателе | 26,7...46%     |
| Минимальная скорость                                       | 225...230 км/ч |

По заключению ведущих лётчиков и лётчиков облёта самолёт МиГ-9 на взлёте после отрыва был устойчив и хорошо слушался рулей. При уборке шасси балансировка не менялась. В полёте поперечная устойчивость нормальная. Возможен полёт на одном двигателе с убранными и выпущенными шасси, что обеспечивало высокую безопасность полёта. В отношении вооружения отмечалось, что в полёте легко прицеливаться при скорости до 550 км/ч, а стрельбу рекомендовалось вести короткими очередями. Посадка была несложная, самолёт на крыло не сваливался и хорошо слушался рулей. Правда, на рулении машина кренилась в сторону заторможенного колеса, а в случае руления с одним двигателем, последний перегревался.
В целом истребитель получил неплохую оценку, а по скорости полёта, высотности, скороподъёмности на больших высотах, не говоря уже об огневой мощи вооружения, он существенно превосходил серийные истребители с поршневыми двигателями.
Кроме того, с июля по декабрь 1947 г. в ГК НИИ ВВС были проведены воздушные бои серийного истребителя МиГ-9 № 106005 с самолётами Ла-9, Р-63С-1 «Кингкобра», «Спитфайр-IX», Як-15, «Ла-156» с форсажем и Ту-2. В тридцати воздушных боях МиГ-9 продемонстрировал худшие манёвренные качества, чем другие истребители. Они заходили ему в хвост на втором-третьем вираже. Уйти МиГ-9 мог, только имея преимущество в скорости. Однако выполнять одну из главных задач, а именно борьбу с бомбардировщиками противника, МиГ-9 мог вполне успешно, что подтвердили воздушные бои с Ту-2.
После окончания государственных испытаний истребителя МиГ-9, с целью устранения выявленных недостатков на нём, были проделаны следующие доработки:
- установлены специальные надульники на пушки для увеличения надёжности работы двигателей при стрельбе на средних и больших высотах.
- усилено хвостовое оперение для повышения максимальной эксплуатационной перегрузки.
- установлена новая система перекачки топлива.
- установлен отечественный генератор ГСК-1500 вместо немецкого LK-2000.

## Конструкция
Самолёт представляет собой одноместный истребитель цельнометаллической конструкции с двумя турбореактивными двигателями. По схеме — свободнонесущий моноплан со среднерасположенным крылом и убирающимся трехколёсным шасси.
Так называемая «реданная схема» была разработана ОКБ-301 под руководством М. И. Гудкова в 1943 году для своего самолёта Гу-ВРД, и в дальнейшем широко использовалась другими конструкторами, в том числе ОКБ-155.
Фюзеляж типа полумонокок с гладкой работающей обшивкой. В носовой части фюзеляжа два туннеля, подводящие воздух от лобового воздухозаборника к компрессорам двигателей. Каналы эллиптического сечения проходят вдоль боковой обшивки фюзеляжа, огибая кабину лётчика с правой и левой сторон.
Крыло трапециевидное, с относительной толщиной по всему размаху 9 %.
Профиль крыла комбинированный: на участке с нервюры № 1 по № 3 — малонесущий профиль ЦАГИ 1-А-10, с нервюры № 3 по № 6 — переходный профиль, а с нервюры № 6 по № 21 — несущий профиль ЦАГИ 1-В-10. Такая комбинация профилей исключает возможность срыва самолёта в штопор при полёте на больших углах атаки. Угол установки крыла 1°, поперечное V — 2°30'. Крыло имеет элероны типа «Фрайз» с 20-% осевой компенсацией и закрылки типа ЦАГИ. Максимальный угол отклонения элеронов — вверх 22,5°, вниз 14,5°. Закрылки отклоняются при взлёте на 20° и на посадке на 50°.
Хвостовое оперение цельнометаллическое свободнонесущее с высоко расположенным стабилизатором. Максимальный угол отклонения руля направления ±25°, руля высоты — вверх 18°, вниз 15°.
Кабина пилота находилась в носовой части между шпангоутами № 6 и № 11, а наклонный шпангоут № 11а служил задней стенкой. Фонарь кабины обтекаемой формы состоял из козырька и подвижной части, которая сдвигалась назад по трем направляющим — двум боковым и одной центральной. Козырёк с 400-й машины выполнялся из 65-мм бронестекла. Кроме того, бронирование кабины включало переднюю и заднюю бронеплиты толщиной 12 мм каждая.
Шасси самолёта трехколёсное с передней опорой. Основные опоры шасси одностоечного типа с качающейся полувилкой и выносными амортизаторами. Передняя опора с качающейся вилкой и гидравлическим демпфером. Амортизация шасси масляно-пневматическая. На основных стойках были установлены однотормозные колеса размером 660x160, на носовой стойке — не тормозное колесо размером 480x200. База шасси — 3,02 м, колея −1,95 м. Система уборки и выпуска шасси пневматическая.
Силовая установка состояла из двух ТРД РД-20 (копия трофейных БМВ-003) тягой по 800 кгс. Первоначально на самолёты устанавливали двигатели серии А-1 с ресурсом 10 часов, потом серии А-2 с ресурсом 25 час и 50 час, а затем РД-20Б с ресурсом 75 час. Двигатели располагались бок о бок в реданной части фюзеляжа. Конусы сопловых аппаратов двигателей регулируемые и в зависимости от режима имели четыре положения: «3» — запуск, «В» — взлет, «П» — полет и «С» — скоростной полет. Управление конусом электродистанционное. Предохранение фюзеляжа от горячих газов осуществлялось с помощью защитного термоэкрана. Топливо размещалось в четырёх фюзеляжных и шести крыльевых непротектированных баках общей емкостью 1595 литров.
МиГ-9 был оснащен следующим оборудованием: радиополукомпас РПКО-10М, радиостанция РСИ-6, кислородный прибор КП-14. Источником электроэнергии служил трофейный генератор LR-2000 на первых серийных самолётах и ГСК-1300 на поздних. Также имелся аккумулятор 12А-10.

### Вооружение
Истребитель вооружался одной 37-мм пушкой системы А. Э. Нудельмана Н-37 с боезапасом 40 снарядов (первые самолёты вооружались 57-мм пушкой Н-57, все они впоследствии были переоснащены пушкой Н-37) и двумя 23-мм пушками системы А. Э. Нудельмана и А. С. Суранова НС-23КМ с боезапасом по 80 патронов.
С машины № 380 на пушки НС-23КМ стали устанавливать газоотводные трубы-глушители, а истребители, выпущенные ранее, были оборудованы ими в строевых частях техническими бригадами завода-производителя. Прицел на первых серийных машинах — коллиматорный ПКИ-1, а затем автоматический стрелковый прицел АСП-1Н. На ранних МиГ-9 впоследствии ПКИ-1 был заменён на АСП-1Н.
В левой консоли крыла размещался фотокинопулемёт С-13.

## Серийное производство
Самолёт серийно производился в 1946—1948 на Куйбышевском авиационном заводе № 1.

### Малая серия
Приказом МАП № 581 от 28 августа 1946 года заводу № 1 и ОКБ-155 было поручено до конца 1946 года выпустить малую серию истребителей И-300. В сентябре сроки производства были скорректированы. В политических целях, для демонстрации мощи советских ВВС, было решено продемонстрировать реактивную технику на ноябрьском воздушном параде. В параде 1946 года должны были участвовать не единичные реактивные самолёты, а сразу несколько десятков И-300, Ла-150, Як-15 и И-250 с комбинированной силовой установкой. Приказом МАП № 617 от 12 сентября, завод № 1 обязывался изготовить 10 машин и к 20 октября передать их ВВС. Новая задача была приоритетной для завода, средства были выделены в увеличенном объёме (на производство 15 И-300), завод временно освобождался от выпуска бомбардировщиков Ту-2, производства двигателей РД-10, которое перенесли на завод № 26. На завод командировали группу специалистов ОКБ Микояна.
Работы велись в три смены, в крайне напряженном темпе. Завод № 1 уложился в 41 день, за которые малая серия И-300 была изготовлена в сроки, установленные приказом МАП. При этом заводу была оказана помощь заводами № 18, 23, 24, 155 и 207. С этих заводов были командированы рабочие и инженеры, а также на них были изготовлены отдельные детали и агрегаты для истребителей.
К концу октября все десять И-300 были перевезены в ЛИИ, где началась подготовка к параду, однако из-за низкой облачности над Москвой показ авиатехники в рамках парада был отменён.

### Серийный МиГ-9 (И-301, ФС)
Серийный истребитель И-301 получил заводской шифр «ФС» и военное обозначение МиГ-9. На серийных МиГах устанавливалась отечественная копия двигателя БМВ-003, выпускавшаяся на двигателестроительном заводе в Казани под обозначением РД-20. Была усовершенствована колёсная часть шасси. В топливной системе применили мягкие топливные баки, изготовленные из специальной прорезиненной баковой ткани. Это усовершенствование позволило эффективнее использовать объёмы топливных баков. Вооружение состояло из одной пушки Н-37 с боезапасом в 40 выстрелов и двух НС-23КМ с боезапасом по 80 выстрелов на ствол.
Пока в ГК НИИ ВВС проходили государственные испытания МиГ-9, на заводе № 1 разворачивалось его крупносерийное производство. По наработкам полученным во время изготовления малой серии, конструкция истребителя была адаптирована к серийному производству и к декабрю 1946 года была выпущена новая серийная документация. Кроме того, к началу 1947 года, завод № 1 был переоснащен для выпуска нового самолёта. И уже в марте из сборочного цеха, вышли первые серийные МиГ-9. Первая партия из 48 машин была отправлена в Раменское.
В результате того, что запуск в серию МиГ-9 был осуществлён в срочном порядке, до завершения госиспытаний и отработки опытной матчасти, первая серия МиГ-9 оказалась недоведенной. 24 апреля, по результатам приёмки и подготовки первых реактивных истребителей к воздушному параду первого мая, главком ВВС маршал авиации К. А. Вершинин направил в МАП перечень основных недостатков истребителей МиГ-9 (37 дефектов) и двигателей РД-20 (15 дефектов). После устранения обнаруженных дефектов конструкции, в июле 1947 года производство Миг-9 было возобновлено.
Всего за три года серийной постройки было изготовлено 604 МиГ-9 малой, первой и основной серий. Из них 10 самолётов в 1946 году, 292 — в 1947 году и 302 машины в 1948 году. Серийный выпуск этого истребителя был прекращён в 1948 году в связи с переходом на МиГ-15, считающийся одним из лучших в своё время.

## Варианты МиГ-9

### УТИ МиГ-9, И-301Т «ТФ»
В связи с принятием МиГ-9 на вооружение, возникла необходимость в двухместном учебно-тренировочном варианте истребителя для подготовки лётного состава строевых частей ВВС к полётам на реактивных истребителях. Постановление Совета Министров СССР, № 1498—655 от 9 июля 1946 года, коллективу ОКБ-155 была поручена разработка спарки на базе конструкции МиГ-9.
Работу над новой модификацией МиГ-9 ОКБ Микояна начало в июле 1946 года. Самолёт получил наименование И-301Т и заводской шифр «ТФ». Эскизный проект был утверждён 30 октября, а выкатка на аэродром первого опытного экземпляра была запланирована на 20 декабря 1946 года.
Конструкция новой машины в основном соответствовала истребителю МиГ-9 и отличалась в основном наличием двухместной кабины и изменениями, вызванными её применением на самолёте.
В передней кабине располагался обучаемый пилот, инструктор во второй, при этом первая кабина имела полный комплект навигационных и контрольных приборов, а кабина инструктора была оборудована только необходимым минимумом. Управление двойное. Фонарь передней кабины откидывался вправо, задней — сдвигался назад. Кабины разделяла прозрачная перегородка, связь осуществлялась по самолётному переговорному устройству. Обе кабины имели катапультные кресла. В соответствии с порядком катапультирования, сначала отстреливалось кресло пилота из передней кабины, а затем кресло инструктора. Из-за установки второй кабины пришлось ликвидировать первый фюзеляжный топливный бак и уменьшить второй, всего запас топлива сократился на 33 % и составил 1020 литра. Вооружение и радиооборудование было оставлено без изменений.
Первоначально предполагалось, что опытные И-301Т будут изготовлены частично на заводе № 381, а частично на заводе № 1. Однако из-за большой загруженности завода № 381, на котором должны были изготовить фюзеляжи, было решено переделать в вариант И-301Т два головных МиГ-9.
Первый экземпляр учебно-тренировочного самолёта «ТФ-1» был завершен в производстве в декабре 1946 года. 31 января 1947 года, лётчик-испытатель В. Н. Юганов впервые поднял «ТФ-1» в воздух. Заводские испытания продолжились до 28 марта, а с 11 апреля по 2 июня самолёт проходил государственные испытания в ГК НИИ ВВС. Госиспытания самолёт не прошёл, главной причиной стал плохой обзор из инструкторской кабины, что делало «ТФ-1» непригодным для использования в качестве УТС.
При изготовлении второго И-301Т ОКБ-155 учло пожелания ВВС, и обзор из кабины инструктора был существенно улучшен. Переднее бронестекло и межкабинную перегородку убрали, изменили кривизну боковых стекол кабины. На машине установили воздушные тормоза и оборудовали крыло для подвески 260-литровых топливных баков.
Второй опытный учебно-тренировочный истребитель «ТФ-2» был завершен 15 июля 1947 года и передан на заводские лётные испытания. 19 июля. Первый полёт на этом самолёте совершил лётчик-испытатель А. Н. Чернобуров. Заводские испытания составили 13 полётов и завершились 23 августа, после чего 26 августа Чернобуров перегнал самолёт в ГК НИИ ВВС. Программа госиспытаний включала 47 полётов общей длительностью 15 часов 32 минуты и прошла с 4 сентября по 17 ноября 1947 года.
В ходе испытаний были сделаны следующие замечания:
- Обзор из кабины инструктора был существенно улучшен по сравнению «ТФ-1».
- Отмечалась хорошая продольная и боковая устойчивость.
- Очень близкие к одноместному МиГ-9 лётные качества и техника пилотирования.
- Незначительные отличия от МиГ-9 по характеристикам маневренности и пикирования.
- Возможность выполнения всего комплекса фигур высшего пилотажа, не связанных с отрицательными перегрузками.
- Положительный эффект от применения воздушных тормозов.
- надёжность системы ПТБ.
- Существенные ограничения при полёте с ПТБ.
- Двойное управление нуждалось в доработке.
- Необходимо было усовершенствовать систему обогрева кабин.

По заключению специалистов ГК НИИ ВВС учебно-тренировочный истребитель УТИ МиГ-9 «ТФ-2» испытания прошёл удовлетворительно, и после устранения основных недостатков, мог быть использован в ВВС для вывозки летного состава строевых частей и школ при переучивании на МиГ-9. На основании полученных результатов самолёт был рекомендован к серийному производству и принятию на вооружение. Первоначально учебно-тренировочному истребителю планировалось присвоить обозначение МиГ-11, но затем его оставили прежним УТИ МиГ-9. Однако планам запуска УТИ в серию не было суждено реализоваться, к этому времени шла подготовка к запуску в производство более совершенного МиГ-15, который существенно отличался от МиГ-9. Это делало серийное производство УТИ МиГ-9 бессмысленным.
В дальнейшем УТИ МиГ-9 «ТФ-2» использовался для испытаний и доводки катапультных кресел. 5 мая из второй кабины УТИ был впервые катапультирован манекен, всего было произведено 18 катапультирований манекена с УТИ МиГ-9 (12) и Ту-2 (6). 14 июля из второй кабины спарки был катапультирован парашютист-испытатель Кондрашев. Со 2 октября по 18 ноября прошли госиспытания системы катапультирования в ЛИИ. В испытания приняли участие парашютист А. В. Быстров, его дублёр Н. Я. Гладков и лётчик-испытатель В. Г. Иванов.
В целом работа получила положительную оценку, и система катапультирования была рекомендована к применению на серийных истребителях. А авторский коллектив в составе А. И. Микояна, М. И. Гуревича, Н. З. Матюка, А. Г. Брунова и С. Н. Люшина был награждён Сталинской премией второй степени.

### И-302 «ФП»
Серьёзным недостатком МиГ-9 была остановка двигателей при стрельбе из пушки Н-37 на больших высотах. Для её решения на самолёте МиГ-9 № 106004, без ощутимых результатов было испытано несколько вариантов глушителей для пушки Н-37.
На самолёте «ФП» вновь попытались решить данную проблему путём переноса 37-мм пушки из перегородки центрального воздухозаборника на верх левого борта. Испытания И-302 «ФП» начал 12 сентября 1947 года лётчик испытатель А. Н. Чернобуров, но, как вскоре выяснилось, это изменение не устранило проблемы с остановкой двигателя.
С 13 февраля 1948 года истребитель И-302 «ФП» оборудованный противоштопорными ракетами, был привлечен к исследованию штопорных свойств самолёта. Основную программу испытаний провёл лётчик Я. И. Верников. В полётах также принимали участие лётчики И. Т. Иващенко и С. Н. Анохин.

### И-305 «ФЛ»
Проектирование МиГ-9 с двигателем ТР-1А конструкции А. М. Люльки началось в марте 1947. Самолёт получил обозначение И-305 и заводской шифр «ФЛ».
Установка одного ТР-1А тягой 1500 кгс взамен двух РД-20 общей тягой 1600 кгс позволяла снизить массу самолёта с 4998 кг до 4570 кг. Для установки нового двигателя была слегка изменена хвостовая часть фюзеляжа. На И-305 была предусмотрена гермокабина и катапультное кресло. Также было пересмотрено размещение вооружение, сначала пушки разместили в одну линию, Н-37 в перегородке воздухозаборника, а НС-23 по бокам от него. В дальнейшем все пушки перенесли вниз, причем срезы стволов разместили за обрезом воздухозаборника, для устранения влияния стрельбы на стабильную работу двигателя. Модернизированное радиооборудование включало радиостанцию РСИУ-10, радиоответчик системы опознавания «Барий-1», навигационный индикатор НИ-1 и радиопеленгатор «Тон-3».
Выкатка нового истребителя на аэродром была запланирована на 17 июля 1947 года, однако двигатель ТР-1А постоянно ломался на испытаниях и в конце концов проект был свёрнут.

### И-307 «ФФ»
После того как на заводе № 16 в Казани были разработаны форсированные двигатели РД-20Ф (позже обозначены РД-21), была предпринята попытка улучшить лётные данные МиГ-9 путём их установки на самолёт. Этот вариант истребителя получил обозначение И-307 и заводской шифр «ФФ». На первый И-307 «ФФ-1» были установлены форсированные трофейные БМВ-003с
Кроме новых двигателей, самолёт отличался от серийного новыми тормозными колёсами и бронированием кабины.
24 мая лётчик-испытатель В. Н. Юганов совершил первый полёт на И-307. После доработки силовой установки, сначала форсированные двигатели не выдавали заявленную тягу, самолёт показал более высокие лётные данные по сравнению с МиГ-9. Максимальная скорость полёта составила 950 км/ч на высоте 3000 метров, а время набора высоты в 5000 метров сократилось до 3,9 минуты.
После завершения программы заводских испытаний И-307 был передан в ГК НИИ ВВС, на государственные испытание, которые начались 2 августа 1947 года. 19 августа «ФФ-1» был потерян в авиакатастрофе, в которой погиб лётчик-испытатель В. Г. Масич.
В декабре 1947 года был выпущен второй И-307 «ФФ-2», уже с двигателями РД-21 советского производства тягой в 1000 кгс и ресурсом в 50 часов. Максимальное время непрерывной работы на форсаже ограничивалось пятью минутами.
Первый полёт «ФФ-2» состоялся 25 декабря 1947 года. Заводские испытания выполнил лётчик И. Т. Иващенко. Несмотря на улучшение лётных данных, самолёт в серию не пошёл, для сохранения темпов перевооружения на реактивную технику в 1948 году был продолжен выпуск МиГ-9 с двигателем РД-20. К тому же к этому времени было принято решение о запуске в серию МиГ-15.

### МиГ-9М, И-308 «ФР»
В конструкции МиГ-9М были отражены все требования ВВС по улучшению исходной модели. Машину оснастили гермокабиной, катапультным креслом, тормозными щитками, значительно улучшили эксплуатационные подходы к агрегатам двигателя и вооружению, а также полностью пересмотрели размещение пушечного вооружения. Теперь все три пушки были расположены по бокам фюзеляжа, таким образом, что срезы стволов не доходили до входного отверстия воздухозаборника. На самолёте устанавливался автоматический прицел АСП-1Н. МиГ-9М имел более мощную силовую установку, состоящую из двух форсированных двигателей РД-21.
22 февраля 1948 года, лётчик-испытатель А. Н. Чернобуров выполнил первый полёт на И-308 «ФР». Заводские испытания показали что существенно улучшились лётные данные самолёта, а при стрельбе силовая установка стала работать значительно стабильнее. После завершения заводских испытаний 26 апреля 1948 года, И-308 был передан в ГК НИИ ВВС. 6 мая лётчик-испытатель Д. Г. Пикуленко облетал самолёт, после чего начались госиспытания, но их МиГ-9М не прошёл. Причина была в моральном устаревании конструкции самолёта по сравнению с МиГ-15, испытания которого уже шли полным ходом.

### МиГ-9Л «ФК»
В соответствии с постановлением Совета Министров СССР № 2923—1200 от 2 августа 1948 года и приказом МАП № 607 от 14 августа 1948 года была задана разработка самолёта-снаряда КС-1 «Комета». ОКБ-155 предписывалось разработать самолёт-снаряд, а СБ-1 системы управления и наведения для него.
Для отработки новых технологий, в ОКБ Микояна, на базе серийного МиГ-9 была построена двухместная летающая лаборатория МиГ-9Л (заводской шифр «ФК»). На самолёте было полностью демонтировано вооружение, добавлена вторая кабина для инженера-оператора системы наведения и две РЛС которые входили в эту систему. РЛС облучения цели располагалась в обтекателе над воздухозаборником, её приёмные антенны располагались в передней кромке крыла слева и справа от кабины пилота. Вторая РЛС, приёмо-передающая, была расположена в обтекателе на вершине киля.
Лаборатория была построена 14 мая 1949 года, а первый полёт под управлением лётчика-испытателя А. Н. Чернобурова состоялся 27 июня. Испытания завершились 5 августа, после чего МиГ-9Л был передан в СБ-1, для испытаний спецаппаратуры. В дальнейшем на смену МиГ-9Л «ФК» пришли самолёты-аналоги СДК на базе истребителей МиГ-15 и МиГ-17.

### И-320 «ФН»
В 1947 году в СССР появились новые ТРД Роллс-Ройс «Нин» и «Дервент V», вскоре запущенные в производство под обозначениями РД-45 и РД-500. В связи с этим в ОКБ-155 была предпринята попытка установки на МиГ-9 одного двигателя «Нин I» вместо двух РД-20, с целью повышения летных характеристик истребителя.
Проектные работы над машиной, получившей обозначение И-320 и заводской шифр «ФН», были начаты в ноябре, а постройка в декабре 1947 года. Выкатка на аэродром опытного экземпляра была запланирована на 28 февраля 1948 года. Однако к тому времени были начаты испытания первого опытного экземпляра МиГ-15 (И-310, «С»), оснащенного тем же двигателем, но более прогрессивной конструкции. В связи с этим дальнейшие работы по И-320 были сочтены бесперспективными и вскоре прекращены.

## Эксплуатация МиГ-9

### Начало эксплуатации
Первым эксплуатацию реактивных истребителей в ВВС начал личный состав 50-го отдельного учебно-тренировочного Краснознамённого авиационного полка, ещё во время подготовки самолётов Як-15 и МиГ-9 к участию в ноябрьском воздушном параде 1946 года. В декабре лётчики полка совершили первый групповой перелёт на 11 реактивных самолётах с аэродромов Чкаловский и Раменское на аэродром Сейма с одной промежуточной посадкой.
С января 1947 года переучивание лётного состава ВВС на новую матчасть (Як-15 и МиГ-9) начал проводить организованный на аэродроме Сейма 1-й Учебно-методический центр. Причём лётный состав из строевых частей 10, 11 и 14 ИАК, прибывший на переподготовку в январе, был включён в число участников предстоящего 1 мая воздушного парада.
Одновременно с подготовкой лётчиков технический состав строевых частей проходил обучение практической эксплуатации и обслуживанию реактивных самолётов как на аэродроме Сейма, так и в ГК НИИ ВВС и на авиазаводах.
К 27 апреля 1947 года в основном была отработана слётанность полков и произведены несколько репетиций парада, а 1 мая мировая общественность наконец-то воочию увидела достижения советских авиастроителей.
Появление в СССР большого количества реактивных истребителей имело большое политическое значение: стало очевидно, что разорённый войной Советский Союз в короткие сроки смог приступить к постройке реактивной авиации. За рубежом не были осведомлены о возникших при этом проблемах. Но, несмотря на все трудности, отечественная промышленность всё же смогла в короткие сроки решить эту весьма сложную задачу.

### МиГ-9 в строевых частях
По плану перевооружения ВВС реактивные истребители МиГ-9 получили части:
- 303-й истребительной авиадивизии 14-го истребительного авиакорпуса 1-й воздушной армии.
- 309-й истребительной авиадивизии 5-го истребительного авиакорпуса 7-й воздушной армии.
- 3-й гвардейской истребительной авиадивизии 1-го гвардейского истребительного авиакорпуса 16-й воздушной армии.
- 15-й истребительной авиадивизии 10-го истребительного авиакорпуса 14-й воздушной армии.
- 5-й гвардейской истребительной авиадивизии 11-го истребительного авиакорпуса 15-й воздушной армии.
- 1-го учебно-методического авиацентра.

К поступающим в строевые части машинам технический и лётный персонал относился очень настороженно. Многие лётчики просто боялись летать на непривычных глазу самолётах, и этому имелась довольно простая психологическая причина — у реактивного самолёта не было винта. Техникам не хватало опыта для обслуживания самолётов, а также времени для освоения новой материальной части. Всё это приводило к авариям, зачастую не связанными с конструкционными недостатками самолёта.
Для исправления ситуации были приняты следующие меры. Во-первых, во все части, вооружённые МиГ-9, направили бригады техников и инженеров с заводов № 1 и № 16. Во-вторых, в эти же части были направлены более привычные лётчикам истребители Як-15 и Як-17, которые очень сильно напоминали по технике пилотирования и внешнему виду поршневые Як-3. Благодаря этим действиям освоение новой техники значительно ускорилось, а количество лётных происшествий снизилось.
Параллельно с освоением в частях МиГ-9 происходило дооснащение истребителей пушками. В связи с задержками поставок на завод № 1 пушек Н-37 и НС-23КМ истребители передавались ВВС без вооружения. Из-за этого приходилось отправлять в строевые части технические бригады для вооружения самолётов.
Кроме этого, в течение 1948 года в строевых частях были проведены следующие технические мероприятия: установлены глушители на пушки НС-23, крепление для бронестекла, прицел ПКИ-1 заменён на АСП-1Н, доработаны шасси и пневмосистема, заменены деревянные обтекатели на хвостовом оперении, усилена обшивка крыла, а также другие крупные работы.

### Снятие с вооружения
Несмотря на принимаемые меры по улучшению истребителя МиГ-9, из ВВС продолжали получать жалобы. Вскоре у авиастроителей начали назревать серьёзные проблемы, основой которых стал доклад министра госконтроля Л. З. Мехлиса о поставке авиационной промышленностью недоброкачественных реактивных самолётов МиГ-9. При этом совершенно не учитывалось, в каких условиях проходило освоение МиГ-9 в серийном производстве.
После этого началась «бумажная война» между министерством авиационной промышленности, министерством государственного контроля и ВВС. М. В. Хруничев оправдывал недоведённость МиГ-9 сложными условиями, в которых он создавался, а также то, что запуск в серию был утверждён до окончания государственных испытаний МиГ-9. Кроме того, Хруничев приводил список мер, направленных на повышение качества истребителя, а также указывал на то, что большая часть проблем в эксплуатации связана с так называемыми «парадными» МиГ-9, выпущенными в срочном порядке к парадам 7 ноября 1946 и 1947 годов. В заключение отмечалось, что МиГ-9 не лишен ряда серьёзных недостатков, однако они не были известны в момент создания опытных образцов и запуска в серию ни МАП, ни ВВС. Более того, в связи с тем, что данные недостатки вскрылись только после начала массовой эксплуатации истребителя, Хруничев настаивал на том, что для составления полной характеристики реактивных самолётов и определения тактико-технических и эксплуатационных требований к ним необходимо форсировать эксплуатацию МиГ-9, увеличивать налёт и накапливать столь необходимый опыт.
Но на все объяснения министра авиационной промышленности главком ВВС К. А. Вершинин отвечал новыми жалобами, после чего следовали новые объяснения из МАП. Так продолжалось, пока стороны всё же не пришли к согласию о том, что недостатки МиГ-9 являются следствием условий, в которых он проектировался — отсутствие надёжного двигателя большой тяги, отсутствие опыта в проектировании реактивных самолётов и сжатые сроки, в которые был создан МиГ-9. Ввиду этого было решено продолжить выпуск МиГ-9 до успешных испытаний истребителей новых типов — МиГ-15 и Ла-15. После принятия МиГ-15 на вооружение в 1948 году производство МиГ-9 было свёрнуто.
На смену МиГ-9 пришёл новый, более совершенный истребитель МиГ-15, однако успех, который он получил не только в СССР, но и во всём мире, не был бы возможен без того опыта и без тех «шишек», полученных и набитых в процессе проектирования, постройки, испытания, серийного производства и, конечно же, эксплуатации его предшественника — первого советского реактивного истребителя МиГ-9. По мере поступления в войска новой матчасти истребители МиГ-9 в начале 50-х списывались или передавались в КНР.

## Экспорт
- КНР — по мере поступления и освоения в строевых частях ВВС новой матчасти 372 из 598 боевых истребителей МиГ-9 были переданы в Китай в 1950—1951 годах. В КНР, как и в СССР истребитель использовался в первую очередь для переучивания пилотов на реактивную технику.

## Историческое наследие
МиГ-9 в музеях
- Россия, Монино, Центральный музей Военно-воздушных сил РФ.
- Китай, Датаньшан, Музей авиации Китая (Zhōngguó Hángkōng Bówùguǎn).

МиГ-9 в кино
Художественный фильм режиссёра Татьяны Лиозновой «Им покоряется небо» (1963 год) основан на реальной истории создания МиГ-9 (в фильме И-267). Специально для съемок специалистами ОКБ А. И. Микояна был восстановлен до лётного состояния самолёт с серийным номером № 114010, который неоднократно появляется в кадре.
МиГ-9 в компьютерных играх
- В компьютерной игре Grand Theft Auto 5
- В аддоне «46» к компьютерной игре Ил-2 Штурмовик.
- В компьютерной игре War Thunder.
- В компьютерной игре World of Warplanes (введён в обновлении 1.6.0).

## Тактико-технические характеристики

Схема самолёта.

Приведены данные государственных испытаний модификации МиГ-9 Ф-3.
Источник данных: Gordon, 2002, p. 19.

Технические характеристики
- Экипаж: 1 пилот
- Длина: 9,75 м
- Размах крыла: 10,0 м
- Высота:
- Площадь крыла: 18,2 м²
- Профиль крыла: ЦАГИ 1-А-10 - корень крыла, ЦАГИ 1-В-10 - законцовка крыла
- База шасси: 3,02 м
- Масса пустого: 3533 кг
- Нормальная взлётная масса: 4988 кг
- Масса топлива во внутренних баках: 1298 кг
- Объём топливных баков: 1595 л
- Силовая установка: 2 × ТРД РД-20
- Тяга: 2 × 7,8 кН (800 кгс)

Лётные характеристики
- Максимальная скорость:  
  - у земли: 864 км/ч
  - на высоте 5000 м: 910 км/ч
  - на высоте 10000 м: 853 км/ч
- Практическая дальность:  
  - на высоте 1000 м: 430 км
  - на высоте 5000 м: 605 км
  - на высоте 10000 м: 800 км
- Продолжительность полёта:
  - на высоте 1000 м: 45 мин
  - на высоте 5000 м: 1 ч 4 мин
  - на высоте 8500 м: 1 ч 21 мин
- Практический потолок: 13 500 м
- Скороподъёмность:  
  - у земли: 22,0 м/с
  - на высоте 5000 м: 17,4 м/с
- Время набора высоты:
  - 5000 м за 4,3 мин
  - 10000 м за 10,8 мин
- Нагрузка на крыло: 278 кг/м²
- Тяговооружённость: 0,316
- Длина разбега: 950 м (при массе 4950 кг)
- Длина пробега: 1060 м (при массе 3760 кг)

Вооружение
- Стрелково-пушечное:  
  - 1 × 37 мм пушка Н-37 с 40 патр.
  - 2 × 23 мм пушки НС-23 с 80 патр. на ствол